# Vive la mort

Vive la mort est un film suisse réalisé par Francis Reusser, sorti en 1969. Il a été présenté à la Quinzaine des réalisateurs, au Festival de Cannes 1969. Sur un scénario de Francis Reusser et Patricia Moraz et une musique de son frère Patrick

## Synopsis
Un homme et une femme font un voyage alpestre au cours duquel ils rencontrent différents personnages caractéristiques de la société suisse et commettent un double meurtre symbolique.

## Fiche technique
- Titre original : Vive la  mort
- Réalisé par : Francis Reusser
- Scénario : Patricia Moraz, Francis Reusser
- Produit par : Freddy Landry  Micheline Landry  Milos Films
- Comédiens : Françoise Prouvost, Edouard Niermans
- Genre : Drame psychologique
- Musique : Patrick Moraz
- Durée : 85 minutes
- Année : 1969
- Date de sortie en salle : 21/11/69
- Pays de production :  Suisse

## Distribution
- Françoise Prouvost
- Édouard Niermans

## Distinctions
Le film a été présenté à la Quinzaine des réalisateurs, en sélection parallèle du festival de Cannes 1969.